# 무쓰아이니치다이마에역
무쓰아이니치다이마에역(일본어: 六会日大前駅, むつあいにちだいまええき)은 일본 가나가와현 후지사와시에 위치한 오다큐 전철의 역이다. 역 번호는 OE 10이다.

## 역사
- 1929년 4월 1일: 무쓰아이역으로 무쓰아이 마을 가메이노 1769번지에 영업 개시, "직통" 정차역이 됨. 또한, 각역정차는 신주쿠 ~ 이나다노보리토(현, 무코가오카유엔) 간에서만 운행되었음.
- 1945년 6월: "직통"이 폐지된 각역정차가 전 노선에서 운행되어 정차역이 됨.
- 1946년 10월 1일: 준급이 설정되어 정차역이 됨.
- 1962년: 아침 러시아워의 상행 통근 특급 중 1편성이 정차역이 됨.
- 1995년 4월 15일: 교상 역사와 동서자유통로가 완성되어 공용 개시.
- 1998년 8월 22일: 무쓰아이니치다이마에역으로 역명 변경.
- 2012년 6월: 행선지 안내기가 신설되어 사용 개시.

## 역 구조
상대식 승강장 2면 2선의 지상역에서 교상 역사를 갖는다.
2012년 6월에 행선지 안내기가 신설되었다.

### 승강장
| 번호 | 노선       | 방향 | 행선                               |
| ---- | ---------- | ---- | ---------------------------------- |
| 1    | 에노시마선 | 하행 | 후지사와・가타세에노시마 방면      |
| 2    | 에노시마선 | 상행 | 사가미오노・신주쿠・ 지요다선 방면 |

## 역 주변
- 후지사와 시립 무쓰아이 중학교
- 후지사와 시립 무쓰아이 초등학교
- 니혼 대학 쇼난 교사 - 생물 자원 과학부・단기 대학부의 캠퍼스.
- 니혼 대학 후지사와 고등학교
- 다마 대학 쇼난 캠퍼스
- 가나가와 현립 후지사와 공과 고등학교
- 가나가와 현립 후지사와 양호학교
- 가나가와 현립 종합 교육 센터 가메이노 청사
- 후지사와 기타 경찰서 무쓰아이니치다이 역전 파출소
- 후지사와 시청 무쓰아이 시민 센터
- 무쓰아이 우체국
- 가나가와 신용 금고
- 에소 익스프레스
- 국도 제467호선
- 가나가와 현도 403호 쇼부자와토쓰카 선

## 인접역
| 오다큐 전철 에노시마 선    | 오다큐 전철 에노시마 선 | 오다큐 전철 에노시마 선        |
| -------------------------- | ----------------------- | ------------------------------ |
| OE 09 쇼난다이 신주쿠 방면 | ■ 각역정차              | 젠교 OE 11 가타세에노시마 방면 |